# Rires au paradis
Pour plus de détails, voir Fiche technique et Distribution.
Rires au paradis (Laughter in Paradise) est un film britannique réalisé par Mario Zampi, sorti en 1951.

## Synopsis
Un homme réputé pour être un farceur lègue 50 000 livres à chacun de ses parents survivants. Mais son testament contient une ultime plaisanterie…

## Fiche technique
- Titre : Rires au paradis
- Titre original : Laughter in Paradise
- Réalisation : Mario Zampi
- Scénario : Jack Davies et Michael Pertwee
- Images : William McLeod
- Musique : Stanley Black
- Direction musicale : Louis Levy
- Décors : Ivan King
- Montage : Giulio Zampi
- Costumes : Olga Lehmann
- Production : Mario Zampi, pour Mario Zampi Productions
- Pays d'origine : Royaume-Uni
- Langue : anglais
- Format : Noir et Blanc - 1.37 : 1 - Mono
- Genre cinématographique : Comédie
- Durée : 93 minutes
- Dates de sortie :
  - Royaume-Uni : 13 juin 1951
  - États-Unis : 11 novembre 1951
  - France : 16 novembre 1951
  - Allemagne de l'Ouest : 1952

## Distribution
- Alastair Sim : Deniston Russell
- Fay Compton : Agnes Russell
- Guy Middleton : Simon Russell
- George Cole : Herbert Russell
- Hugh Griffith : Henry Russell
- Ernest Thesiger : Endicott
- Beatrice Campbell : Lucille Grayson
- Mackenzie Ward : Benson
- A.E. Matthews : Sir Charles Robson
- Joyce Grenfell : Elizabeth Robson
- Michael Pertwee : stewart
- Audrey Hepburn : la fille à la cigarette
- Ian Fleming : le docteur (non crédité)
- Ronald Adam : Directeur de la banque

## Autour du film
- C'est l'un des premiers films dans lequel Audrey Hepburn apparaît, assez brièvement.